# Ulf Lewin
Sven Ulf Lennart Lewin, född 15 juli 1937 i Växjö, är en svensk pensionerad ambassadör och tjänsteman vid Utrikesdepartementet.

## Biografi

### Tidig karriär
Lewin, som är civilekonom, började 1967 vid Utrikesdepartementet i Stockholm och har senare tjänstgjort vid Sveriges ambassader i Colombia, Ecuador, Sovjetunionen och Kanada. Lewin var därefter ambassadör i Guatemala (1989-1994), sidoackrediterad i El Salvador och Honduras samt i Peru (1997-2000), sidoackrediterad i Bolivia. Efter sin pensionering har han flera gånger återvänt till Guatemala som ciceron för temaresor, ofta i samarbete med Etnografiska museets vänförening, där han varit ordförande. 

### Kulturantropolog
Som pensionär har Lewin tagit en fil. mag. i kulturantrolopologi och har bedrivit studier om Mayakulturen, vilket han också håller föredrag om till exempel på Latinamerika-institutet vid Stockholms universitet. Lewin är styrelseledamot i Svenska Amerikanistsällskapet (SAMS) och skrev en artikel i sällskapets årsskrift för 1989 om Inka och Tumaco..

### Smugglingsanklagelser
Ulf Lewin är en stor samlare av pre-columbianska artefakter och antikviteter. SVT:s Striptease tog i ett avsnitt upp den illegala handeln med kulturföremål där Lewin blev intervjuad om sin samling. Anklagelser riktades mot honom att han genom diplomatposten skulle ha smugglat ut föremål från Sydamerika under sin tid som UD-tjänsteman och ambassadör. Dessutom pekades han ut för att ha sålt artefakter med exportförbud i sina ursprungsländer till Göteborgs Etnografiska (nuvarande Världskulturmuseet) och det statliga Etnografiska Museet i Stockholm samt till diverse antikvitetshandlare för egen ekonomisk vinning. I programmet bedyrade Lewin sin oskuld. Svenska UD gjorde en internutredning i fallet och kom i en rapport fram till att Lewin i sin roll som ambassadör inte felat då man hävdade att hans muntliga exporttillstånd från de colombianska myndigheterna var giltigt.
Peruanska myndigheter reagerade starkt på rapporten och vände sig till Unesco. Colombianska arkeologer kallade då rapporten för en skandal och menade att några tillstånd aldrig utfärdats. Många av anklagelserna kvarstår men Ulf Lewin har aldrig blivit dömd i domstol för någon av dem.